# Heronim Olenderek
Heronim Olenderek (ur. 1 października 1941 w Bramurze, zm. 30 czerwca 2022 w Warszawie) – profesor nauk leśnych.
Ukończył szkołę podstawową (1954) i liceum ogólnokształcące (1958) w Krasnosielcu oraz Wydział Geodezji i Kartografii Politechniki Warszawskiej (1963). Stopień doktora (1971), doktora habilitowanego (1984) i tytuł profesora nauk leśnych (1992) uzyskał na Wydziale Leśnym SGGW.
Na SGGW pracował jako asystent, starszy asystent, adiunkt (1963–1992), profesor nadzwyczajny (od 1992), profesor zwyczajny (od 1997). W latach 1981–2002 kierownik Zakładu Geodezji i Fotogrametrii Leśnej (od 1994 r. Zakład Systemów Informacji Przestrzennej i Geodezji Leśnej) w Katedrze Urządzania Lasu, Geomatyki i Ekonomiki Leśnictwa. Prodziekan (1985–1993) i dziekan (1993–1999 i od 2002) Wydziału Leśnego. Twórca, organizator i kierownik Zamiejscowego Ośrodka Dydaktycznego Międzywydziałowego Studium Gospodarki Przestrzennej w Przasnyszu (1999–2002).
Działał lub działa jako członek Prezydium Rady Leśnictwa, Kolegium Lasów Państwowych, Zespołu Ekspertów Ministerstwa Edukacji Narodowej i Sportu, Ministerialnego Zespołu ds. informacji przestrzennej i centralnego banku danych (przy Ministrze Ochrony Środowiska), Rady Naukowej Instytutu Ochrony Środowiska, Rady Naukowej Instytutu Geodezji i Kartografii, Komitetu Nauk Leśnych PAN, Komitetu Geodezji PAN, dwóch Rad Naukowych Acta Scientiarum Polonorum (Administratio Locorum, Geodesia et Descriptio Terrarum), Rady Programowej Roczników Geomatyki.
Uczestnik prac European Network for Education and Research in Land Information Systems, Rady Naukowej Ośrodka Kultury Leśnej w Gołuchowie, Rady Naukowej przy Mazowieckim Ośrodku Doradztwa Rolniczego, Rady Programowej Centrum Edukacji Przyrodniczo–Leśnej w Rogowie i Komitetu Redakcyjnego periodyku Studia i Materiały Centrum Edukacji Przyrodniczo-Leśnej.
Był organizatorem kilkunastu naukowych konferencji krajowych i międzynarodowych, w tym: Kongresu Leśników Polskich (1997), Światowej Konferencji „Remote Snsing and Forest Monitoring” (1999) i II Europejskiego Kongresu IUFRO oraz cyklicznych konferencji: „Systemy Informacji Przestrzennej w Lasach Państwowych”. Prowadzi zajęcia dydaktyczne w zakresie szeroko pojętej geomatyki. Promotor kilku prac doktorskich. Autor ponad 220 publikacji, 9 podręczników i skryptów oraz ponad 200 prac nie publikowanych (m.in. dokumentacji ponad 100 wiejskich parków zabytkowych).
Uhonorowany Złotym i Srebrnym Krzyżem Zasługi, Medalem Komisji Edukacji Narodowej, nagrodami: Ministra Edukacji Narodowej, Ministra Kultury i Sztuki, Wydziału Nauk Rolniczych i Leśnych PAN oraz Rektora SGGW, odznakami: Za Zasługi dla SGGW, Odznaka Honorowa „Za Zasługi dla Ochrony Środowiska i Gospodarki Wodnej”, Złotą Odznaką Polskiego Towarzystwa Leśnego, odznaką Zasłużony Działacz Kultury Fizycznej, statuetką Przasnyskiego Koryfeusza (2004).
Pochowany na Cmentarzu w Wilanowie